# Zúñiga (Chile)

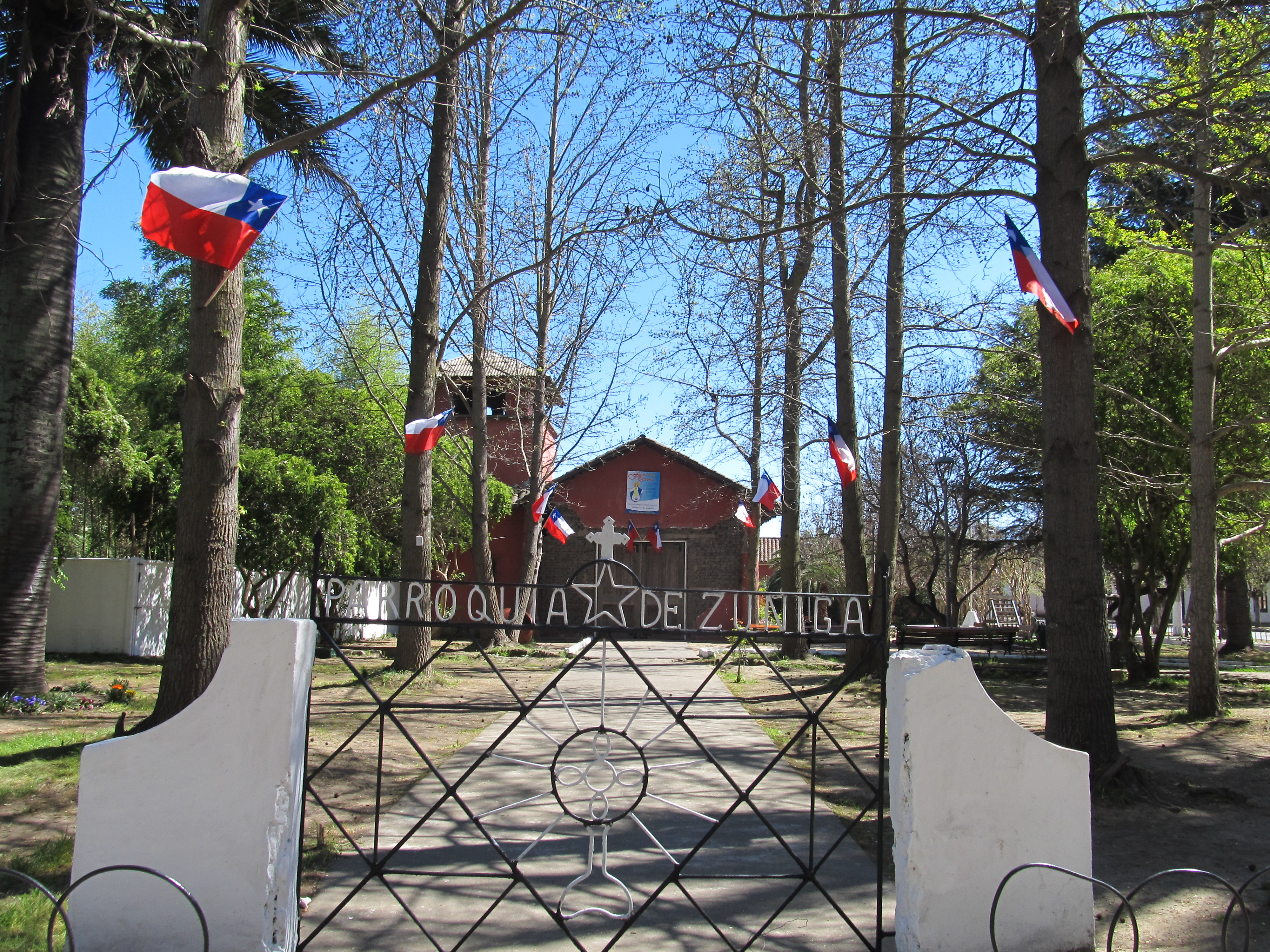
Parroquia Nuestra Señora de la Merced de Zúñiga, que data de 1924.

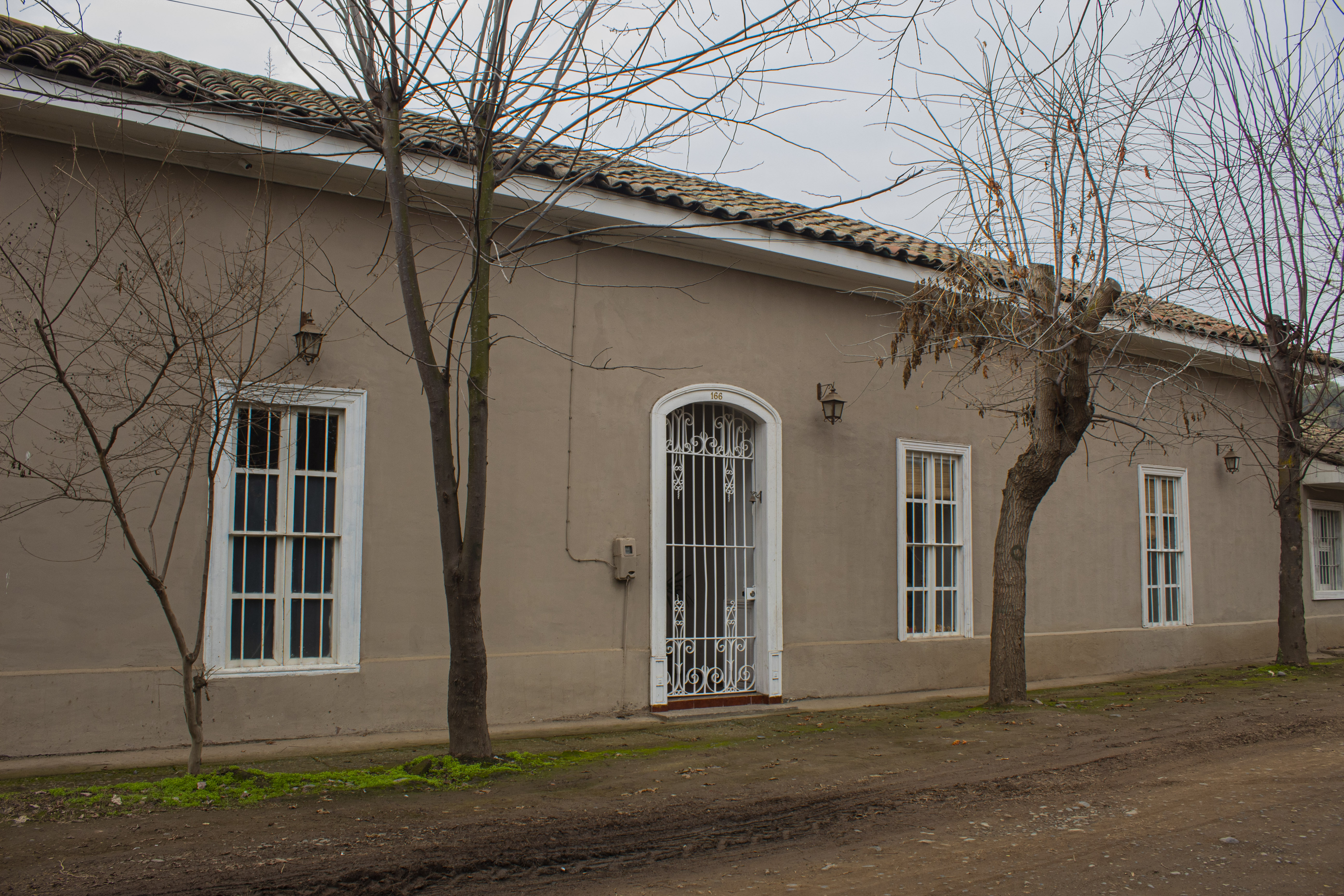
Casa Carmen Galafe

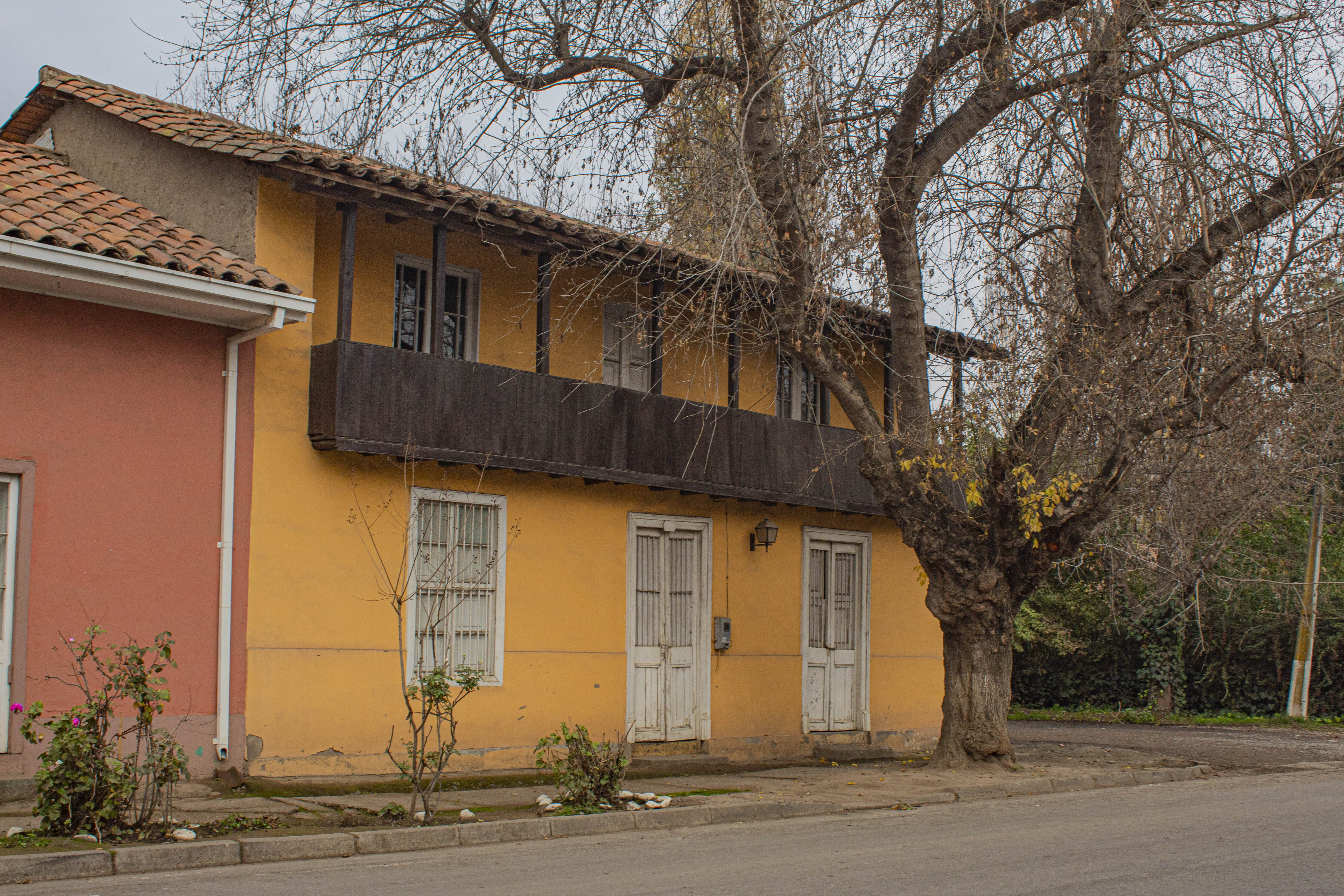
Casa de Guillermo Cáceres

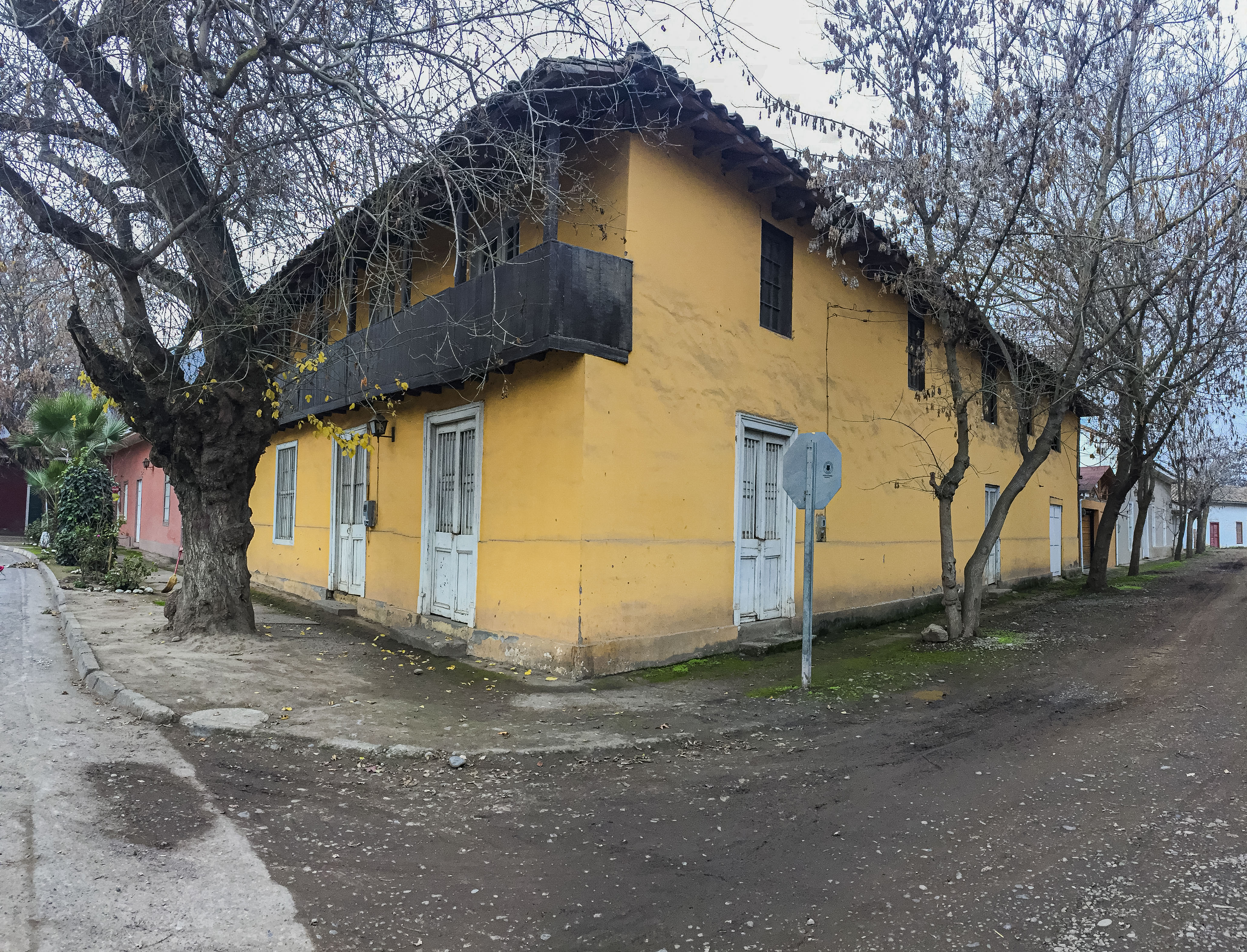
Casa de Guillermo Cáceres (vista lateral)

Zúñiga, también llamado Lo Zúñiga, es una localidad chilena ubicada en la comuna de San Vicente de Tagua Tagua, Región de O'Higgins. Está localizada a 15 km de la capital comunal.
Fue fundada el 28 de enero de 1765. Entre 1899 y 1931 fue capital de la comuna homónima.

## Etimología
Zúñiga es un apellido de origen español, introducido en Chile por los conquistadores de ese país. Originalmente es un topónimo, al parecer de origen vasco, correspondiente a la localidad navarra de Zúñiga.
La localidad evoca el nombre de Antonio de Zúñiga, un sacerdote que a mediados de la década de 1760, en pleno Chile colonial, gestionó la construcción de una capilla para los feligreses de la localidad de Toquigua (hoy también perteneciente a Tagua Tagua). Esta fue establecida por cédula del rey español Carlos III de 1765. La capilla pasó a ser conocida como "la capilla del cura Zúñiga", el cual derivó a "Lo Zúñiga", como consta en documentos de 1839.

## Valor patrimonial
Por lo representativo de su arquitectura, en 2005 Zúñiga fue declarada Monumento Nacional en categoría de Zona Típica. Junto con ello, su parroquia (Nuestra Señora de la Merced), la casa parroquial, y dos casonas, pertenecientes a Carmen Galafe y Guillermo Cáceres, fueron declaradas Monumento Histórico ese mismo año.
Muchas de las construcciones de la localidad, principalmente hechas de adobe, sufrieron importantes daños con los terremotos de 1985 y 2010.

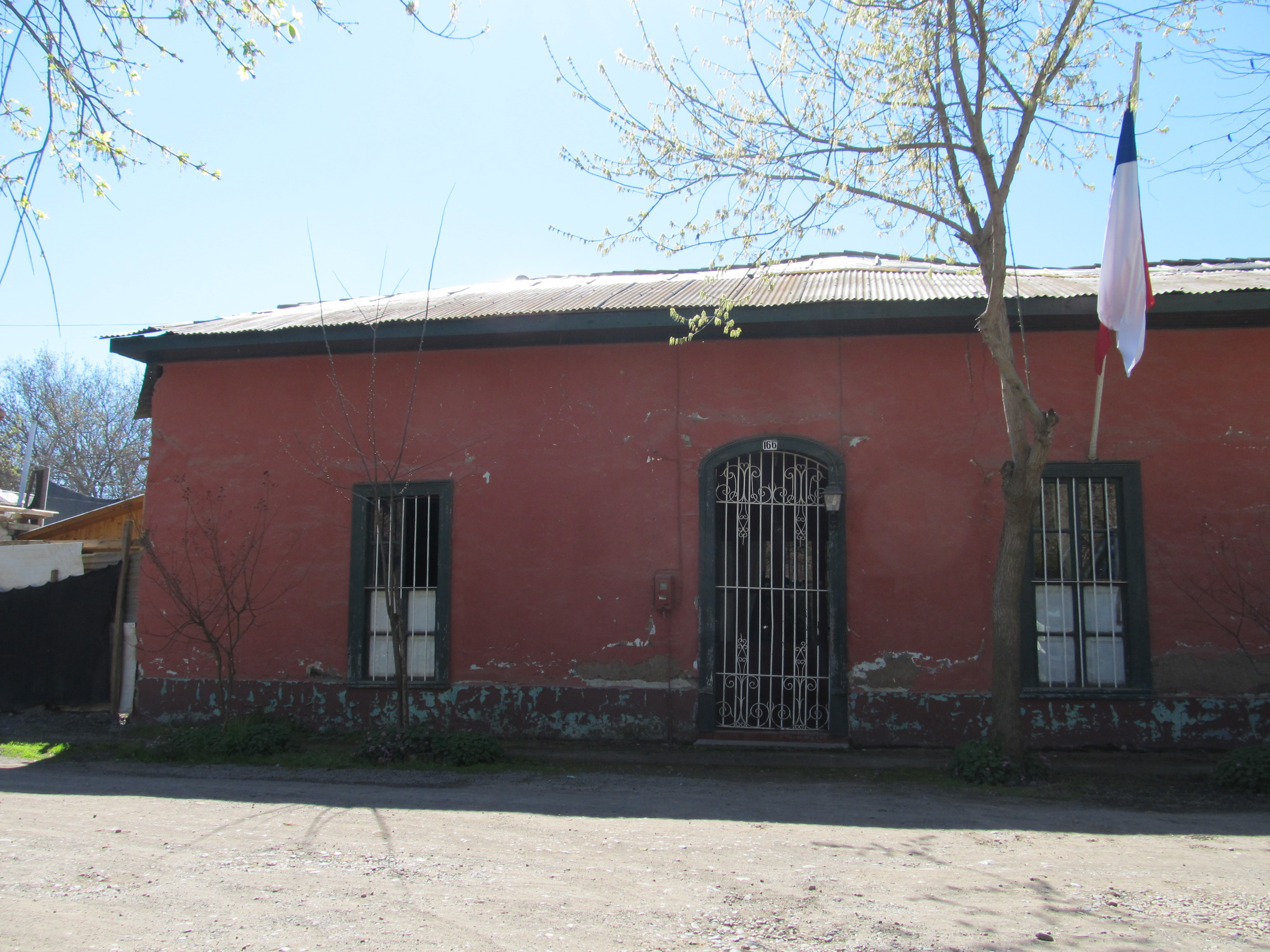
Casa de Carmen Galafe.
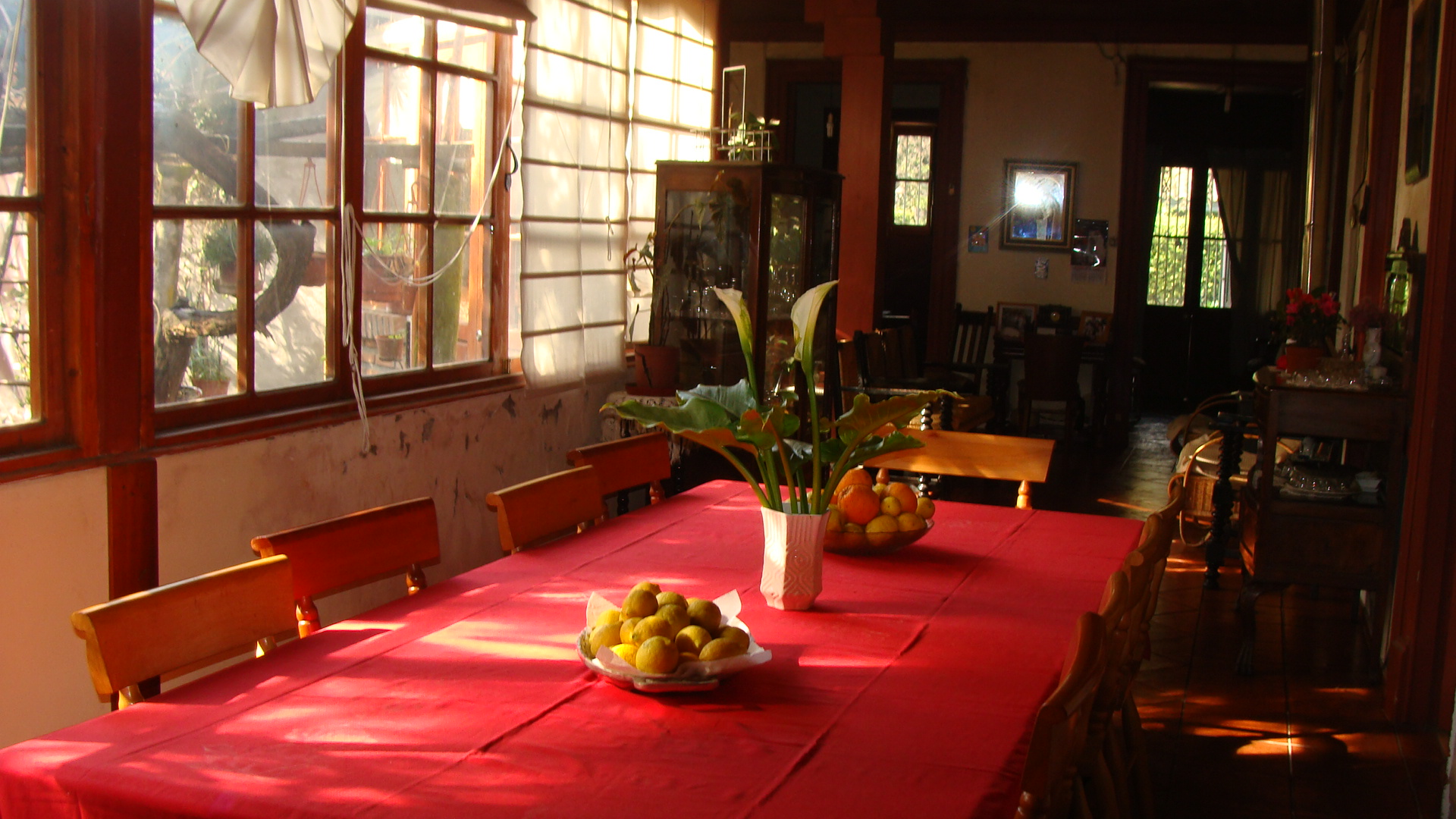
Interior de la casa de Carmen Galafe.
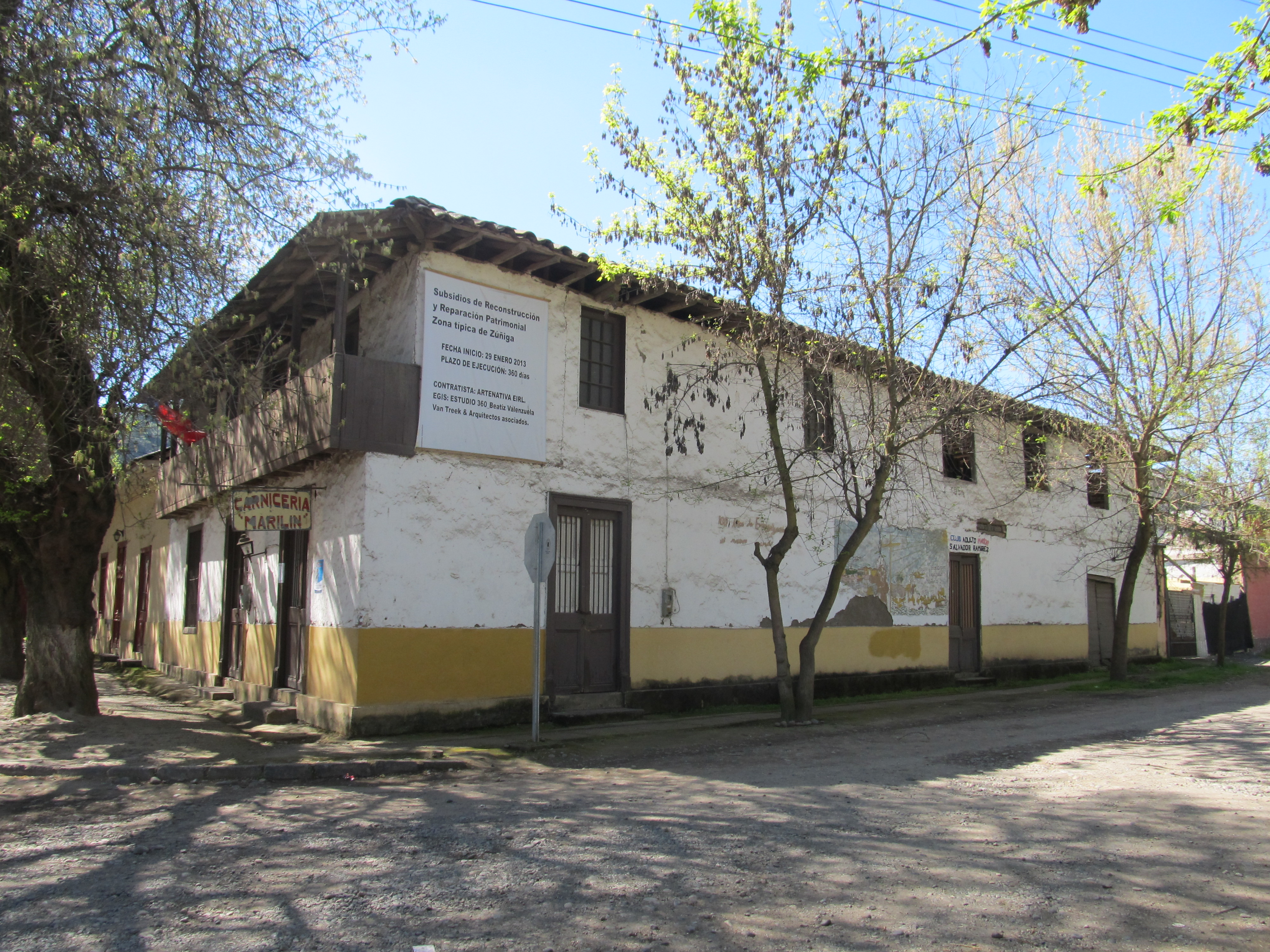
Casa de Guillermo Cáceres.